# 棒球術語列表
本條目囊括基本的棒球術語與其概要。
漢語拼音：1-9 A B C D E F G H I J K L M N O P Q R S T U V W X Y Z
注音符號：1-9 ㄅ ㄆ ㄇ ㄈ ㄉ ㄊ ㄋ ㄌ ㄍ ㄎ ㄏ ㄐ ㄑ ㄒ ㄓ ㄔ ㄕ ㄖ ㄗ ㄘ ㄙ ㄚ ㄛ ㄜ ㄝ ㄞ ㄟ ㄠ ㄡ ㄢ ㄣ ㄤ ㄥ ㄦ ㄧ ㄨ ㄩ

## C

### 殘壘
殘壘：半局完結後，尚有球員殘留了在壘上。在統計中殘壘數被計為LOB。

## D

### 得點圈
得點圈：通指二、三壘，由於跑者位於二、三壘時，即使只是一壘安打，跑者皆有奔回本壘搶分的可能性，故二、三壘有時又稱為「得點圈」。

## M

### 滿壘(Bases Loaded)
滿壘：當1,2,3壘上都分別有跑者時 這個情況稱為滿壘。

## Q

### 青少棒
青少棒：即青少年棒球，一般指就讀於國民中學的球員所參與的棒球運動或競賽。

### 青棒
青棒：即青年棒球，一般指就讀於高級中學的球員所參與的棒球運動或競賽。

## S

### 少棒
少棒：即少年棒球，一般指就讀於國民小學的球員所參與的棒球運動或競賽。

## W

### 危機
危機：在棒球賽局中，攻方有上壘即可視為危機。而攻方球員站上得點圈時，此時的危機又可稱為失分危機。

## Y

### 右線審
右線審：「六人裁判制」僅有的編制，站立於一壘審後方，全壘打牆前方，負責判斷界外球或界內球。

## Z

### 主審
主審：站立於捕手後方的裁判，其主要職責為裁決好壞球，及判定回本壘的跑壘員出局或是安全上壘。

### 左線審
左線審：「六人裁判制」僅有的編制，站立於三壘審後方，全壘打牆前方，負責判斷界外球或界內球。

## 尚未定義及排序
- 一壘
- 二壘
- 三壘
- 本壘
- 壘包
- 牛棚
- 打擊區
- 內野
- 外野
- 界內球
- 界外球

## 人員
- 投手
  - 先發投手
  - 後援投手、救援投手（Relief pitcher）
    - 中繼投手（Middle relief pitcher）
    - 一人左投（Left-handed specialist）
    - 佈局投手（Setup pitcher）
    - 終結者（Closer）
- 擊球員（打者）
- 內野手
  - 捕手
  - 一壘手
  - 二壘手
  - 游擊手
  - 三壘手
- 外野手
  - 右外野手
  - 中外野手
  - 左外野手
- 指定打擊
- 替補選手
- 代打
- 跑壘員（跑者）
- 代跑
- 打擊教練
- 投手教練
- 一壘指導員
- 三壘指導員
- 牛棚教練
- 棒球總教練
- 棒球領隊
- 棒球裁判
  - 一壘裁判
  - 二壘裁判
  - 三壘裁判
  - 本壘裁判
- 自由球員

## 比賽

### 守備
- 雙殺
- 三殺
- 封殺
- 助殺
- 阻殺
- 阻殺率
- 捕逸
- 暴傳
- 失誤
- 守備機會
- 守備率
- 守備範圍指數
- Zone Rating
- 妨礙守備
- 妨礙打擊
- 妨礙跑者
- 守備佈陣

### 投球
- 登板
- 好球
- 壞球
- 三振
- 不死三振
- 平均每九局三振數（K/9）
- 保送
  - 四壞球
  - 故意四壞
  - 觸身球
- 平均每九局保送數（BB/9）
- 暴投
- 牽制
- 投球人次
- 投球局數
- 失分
- 責任失分或自責分
- 防禦率（自責分率）
- 勝場或勝投
- 敗場或敗投
- 滾地球出局
- 飛球出局
- 滾地球飛球比率（滾飛比）
- 先發輪值
- 先發場數
- 優質先發
- 中繼成功
- 救援成功與救援失敗
- 救援成功率
- 完封
- 完投場次或完投
- 無安打比賽
- 無安打無得分比賽
- 完全比賽

### 跑壘
- 滑壘
- 撲壘
- 盜壘
- 盜壘失敗
- 盜壘成功率
- 雙盜壘

### 打擊
- 打擊者慣用手
  - 右打
  - 左打
  - 左右開弓
- 打數
- 打席
- 打點
- 打擊率
- 得點圈打擊率
- 安打
- 內野安打
- 長打 (棒球)
- 長打率
- 純長打率
- 壘打數
- 二壘打
- 場地二壘打
- 三壘打
- 全壘打
  - 陽春全壘打
  - 場內全壘打
  - 滿壘全壘打（滿貫全壘打）
  - 再見全壘打
- 滿壘
- 犧牲打
  - 高飛犧牲打
  - 犧牲短打
- 上壘率
- 上壘加長打率
- 壘打數
- 野手選擇
- 勝利打點
- 再見安打
- 打帶跑
- 強迫取分
- 得點圈或得分圈
- 殘壘
- 完全打擊
- 猛打賞

### 其他
- 活球
- 死球
- 局數
- 四十人名單
- 傷兵名單
- 農場系統
- 自由球員

## 外部連結
- 棒球術語列表在台灣棒球維基館上的頁面（繁體中文）